# Obersaasheim
 Obersaasheim  (en alsacià Owersààse) és un municipi francès, situat a la regió del Gran Est, al departament de l'Alt Rin. L'any 2007 tenia 973 habitants.

## Demografia
| 1962 | 1968 | 1975 | 1982 | 1990 | 1999 |
| ---- | ---- | ---- | ---- | ---- | ---- |
| 482  | 505  | 546  | 653  | 706  | 807  |

## Administració
| Període   | Identitat    | Partit |
| --------- | ------------ | ------ |
| 2001-2008 | Michel Wilme |        |
| 2008-     | Patrick Clur |        |